# Patrice Alexandre
Pour les articles homonymes, voir Alexandre.
Ne doit pas être confondu avec Patrice Alexsandre.
Patrice Alexandre est un sculpteur français né à Paris le 5 août 1951,.

## Biographie
De 1968 à 1973, Patrice Alexandre étudie à l'École nationale supérieure des beaux-arts de Paris. Pensionnaire de l'Académie de France à Rome de 1981 à 1983, il obtient en 1981 le prix de la Biennale internationale d'art contemporain de Budapest (OFF-Biennale Budapest,).
En 2008, il devient professeur à l'École nationale supérieure des beaux-arts. De 2001 à 2011, il produit des sculptures de bustes sur la Première Guerre Mondiale, qui figure parmi ses oeuvres les plus connues.
Il est réputé pour ses sculptures de terre.